# Amt Wusterwitz
Das Amt Wusterwitz ist ein 1992 gebildetes Amt im Landkreis Potsdam-Mittelmark des Landes Brandenburg, in dem zunächst fünf Gemeinden im damaligen Landkreis Brandenburg zu einem Verwaltungsverbund zusammengefasst wurden. Amtssitz ist die Gemeinde Wusterwitz. Durch Gemeindezusammenschlüsse und Eingliederungen hat das Amt derzeit nur noch drei Gemeinden.

## Geographische Lage
Das Amt liegt im Nordwesten des Landkreises Potsdam-Mittelmark und grenzt im Westen an das Land Sachsen-Anhalt, im Norden an den Landkreis Havelland, im Osten an die Stadt Brandenburg an der Havel sowie im Süden an das Amt Ziesar.

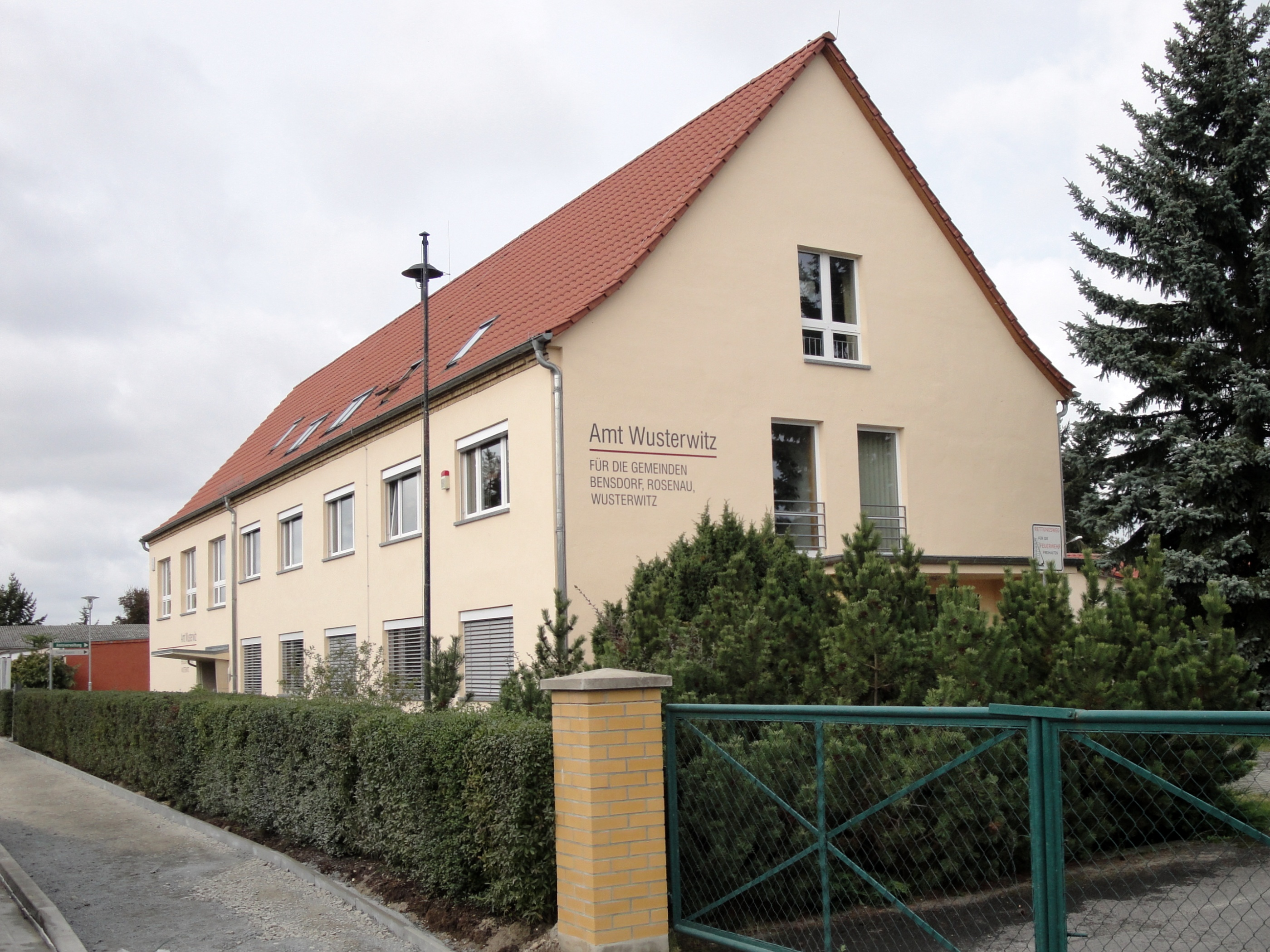
Amtsgebäude in Wusterwitz

## Gemeinden und Ortsteile
Das Amt Wusterwitz verwaltet drei Gemeinden:
- Bensdorf mit den Ortsteilen Altbensdorf, Neubensdorf, Woltersdorf, Vehlen und Herrenhölzer[2]
- Rosenau mit den Ortsteilen Viesen, Rogäsen, Zitz und Warchau sowie dem Gemeindeteil Gollwitz
- Wusterwitz

## Geschichte
Der Minister des Innern des Landes Brandenburg erteilte der Bildung des Amtes Wusterwitz am 19. August 1992 seine Zustimmung. Als Zeitpunkt des Zustandekommens des Amtes wurde der 30. August 1992 festgelegt. Die Zustimmung war befristet bis zum 30. August 1994. Das Amt hat seinen Sitz in der Gemeinde Wusterwitz und bestand zunächst aus fünf Gemeinden im damaligen Landkreis Brandenburg (Gollwitz war bereits zum 1. Juli 1950 in die Gemeinde Warchau eingegliedert worden):
1. Bensdorf
2. Rogäsen
3. Viesen
4. Warchau
5. Wusterwitz

Die Befristung der Zustimmung wurde ab dem 12. Juli 1994 aufgehoben. Am 21. Dezember 2001 schlossen sich die Gemeinden Rogäsen, Viesen und Warchau zur neuen Gemeinde Rosenau zusammen. Die Gemeinde Zitz wurde der neuen Gemeinde Rosenau ebenfalls zum 31. Dezember 2001 eingegliedert. Sie wechselte dabei vom Amt Ziesar ins Amt Wusterwitz. Altbensdorf, Neubensdorf, Woltersdorf und Vehlen hatten sich bereits zum 1. Juli 1950 zur Gemeinde Bensdorf zusammengeschlossen.

## Bevölkerungsentwicklung
| Jahr | Einwohner |
| ---- | --------- |
| 1992 | 4 774     |
| 1995 | 4 706     |
| 2000 | 5 246     |
| 2005 | 5 527     |
| 2010 | 5 341     |
| 2015 | 5 197     |

| Jahr | Einwohner |
| ---- | --------- |
| 2020 | 5 133     |
| 2021 | 5 174     |
| 2022 | 5 064     |
| 2023 | 5 002     |
| 2024 | 4 946     |

Gebietsstand des jeweiligen Jahres, Einwohnerzahl: Stand 31. Dezember, ab 2011 auf Basis des Zensus 2011, ab 2022 auf Basis des Zensus 2022

## Amtsdirektoren
- 1992–2000: Bernd Harnisch[11]
- 2000–2016: Gudrun Liebener
- 2017–2019: Ramona Mayer
- 2019–2020: Dominik Lück (als Vertreter im Amt)
- seit 2020: Michael Hase

Ramona Mayer wurde am 22. Februar 2017 für eine Amtsdauer von acht Jahren gewählt. Am 7. Oktober 2019 wählte sie der Amtsausschuss ab. Die Abwahl wurde am 10. November 2019 durch eine erneute Abstimmung bestätigt.
Am 13. Mai 2020 wählte der Amtsausschuss Michael Hase zum neuen Amtsdirektor.

## Belege
1. ↑  Bevölkerungsstand im Land Brandenburg Dezember 2024 (Fortgeschriebene amtliche Einwohnerzahlen, basierend auf dem Zensus 2022) (Hilfe dazu).
2. ↑  
Hauptsatzung der Gemeinde Bensdorf (HS) vom 9. März 2009 PDF (Seite nicht mehr abrufbar, festgestellt im Mai 2017. Suche in Webarchiven)
3. ↑  
Bildung der Ämter Lieberose, Wahrenbrück, Britz-Chorin, Barnim-Nord, Falkenberg-Höhe, Wusterwitz und Heideblick. Bekanntmachung des Ministers des Innern vom 19. August 1992. Amtsblatt für Brandenburg - Gemeinsames Ministerialblatt für das Land Brandenburg, 3. Jahrgang, Nummer 69, 16. September 1992, S. 1278–80.
4. 1 2  
Beitrag zur Statistik Landesbetrieb für Datenverarbeitung und Statistik Historisches Gemeindeverzeichnis des Landes Brandenburg 1875 bis 2005 19.11 Landkreis Potsdam-Mittelmark PDF
5. ↑  
Aufhebung der Befristung von Ämtern. Bekanntmachung des Ministers des Innern vom 20. September 1994. Amtsblatt für Brandenburg - Gemeinsames Ministerialblatt für das Land Brandenburg, 5. Jahrgang, Nummer 71, 7. Oktober 1994, S. 1446.
6. ↑  
Bildung einer neuen Gemeinde Rosenau. Bekanntmachung des Ministeriums des Innern vom 28. September 2001 Amtsblatt für Brandenburg Gemeinsames Ministerialblatt für das Land Brandenburg, 12. Jahrgang, 2001, Nummer 44, Potsdam, den 30. Oktober 2001, S. 696 PDF
7. ↑  
Eingliederung der Gemeinde Zitz in die Gemeinde Rosenau. Bekanntmachung des Ministeriums des Innern vom 14. Dezember 2001. Amtsblatt für Brandenburg - Gemeinsames Ministerialblatt für das Land Brandenburg, 13. Jahrgang, Nummer 1, 4. Januar 2002, S. 5 PDF.
8. ↑  Historisches Gemeindeverzeichnis des Landes Brandenburg 1875 bis 2005. Landkreis Potsdam-Mittelmark. S. 12–13
9. ↑  Bevölkerung im Land Brandenburg von 1991 bis 2017 nach Kreisfreien Städten, Landkreisen und Gemeinden, Tabelle 7
10. ↑  Amt für Statistik Berlin-Brandenburg (Hrsg.): Statistischer Bericht A I 7, A II 3, A III 3. Bevölkerungsentwicklung und Bevölkerungsstand im Land Brandenburg (jeweilige Ausgaben des Monats Dezember)
11. ↑  Broschüre 20 Jahre Amt Wusterwitz, S. 6
12. ↑  Ramona Mayer wird zur Amtsdirektorin gelost. In: Märkische Allgemeine, 20. Februar 2017
13. ↑  Wusterwitzer Amtsdirektorin ist abgewählt In: BRAWO, 8. Oktober 2019
14. ↑  Wusterwitzer Amtsdirektorin im zweiten Anlauf abgewählt In: Märkische Allgemeine, 11. November 2019
15. ↑  Michael Hase ist neuer Amtsdirektor in Wusterwitz in: Märkische Allgemeine, 13. Mai 2020